# Halifax Town
Halifax Town Association Football Club war ein 1911 gegründeter englischer Fußballverein aus Halifax in der Grafschaft West Yorkshire, der sich im Sommer 2008 auf Grund zu hoher Schuldenlasten auflöste. Er wurde unter dem Namen FC Halifax Town kurz danach wiedergegründet.
Das Stadion von Halifax heißt The Shay, daher stammt auch der Spitzname des Vereins The Shaymen.

## Geschichte
1921 gehörte Halifax zu den Gründungsmitgliedern der Football League Third Division North und spielte dort bis 1958.
Fünf Jahre später stieg der Verein aus der Football League Third Division in die vierte Liga ab und spielte von da an meistens in der vierten oder fünften Liga. 1969 stiegen die Shaymen unter Trainer Alan Ball (dem Vater des 1966-Weltmeisters Alan Ball) wieder in die dritte Liga auf und blieb dort, bis es 1976 wieder in die Drittklassigkeit ging. 1993 stieg Halifax dann sogar in die fünfte Liga ab und hatte selbst dort lange Zeit Abstiegssorgen, bis 1997/98 der Wiederaufstieg gelang. 2001/02 folgte wieder ein Abstieg, zurück in die 5. Liga (Conference). Dort spielten die Shaymen regelmäßig um den Aufstieg mit und scheiterten u. a. 2006 erst in der zweiten Play-off-Runde.
Vor der Saison 2007/08 wurden 10 Punkte wegen Lizenzproblemen abgezogen und der Verein spielte lange gegen den Abstieg, schaffte am letzten Spieltag jedoch den sportlichen Nicht-Abstieg. Der Verein schuldete verschiedenen Gläubigern jedoch ungefähr 2 Millionen Pfund, hatte dazu noch über 800.000 Pfund Steuerschulden und musste wegen der großen Schuldenlast in die Unibond League Division One North zwangsabsteigen.